# KK Medveščak Zagreb
Košarkaški klub Medveščak hrvatski je košarkaški klub iz Zagreba. Trenutačno se natječe u Drugoj muškoj ligi Centar.

## Poznati treneri
Faruk Kulenović započeo je svoju trenersku karijeru nakon što je prestao igrati 1973.

## Vanjske poveznice
- Službena web-stranica
- Profil, Facebook